# Боинг 727
Боинг 727 (енгл. Boeing 727) је ускотрупни тромоторни авион за средње линије који може да носи до 189 путника. Први модел полетео је 1963. године и дуго је био најпопуларнији авион на свету.

## Историја
После великог успеха Боинга 707 (Boeing 707), одговорни су знали да ће производну линију морати да прошире авионом за кратке и средње линије. У фебруару 1956. године Боинг је почео да анализира тржиште и потребе авио-компанија. Утврђено је да слаба инфраструктура на аеродромима захтева авион који може да слеће и полеће са кратких писта и може лако да се одржава.
"Прелиминарна дизајнерска група“ Боинга изнела је преко 70 различитих предлога за конструкцију новог авиона, уз процену да би могло да буде продато око 300 комада нове летелице, која би при томе задржала добар део конструкције тада већ популарног Боинга 707 (Boeing 707).
За боље перформансе била је потребна и нова конструкција крила, па је од самог почетка решено да мотори буду постављени на задњем делу авиона. Испробане су варијанте са два и четири мотора прикачена на задњи део трупа, али је на крају одлучено да авион има три мотора - по један са сваке стране трупа и трећи на врху трупа, испред репа. Иако је авион у почетку требало да добије Ролс Ројс Спеј моторе, Прат и Витни развио је касније веома популарни ЈТ8Д мотор управо за Боинг 727.
Крило новог авиона добило је предња закрилца која су значајно смањила дужину писте потребне за полетање, док су мотори добили могућност реверса, за што брже заустављање по слетању. Још два новитета битно су допринела популарности Боинга 727. Авион је добио своје механичке степенице у репу, помоћу којих су путници могли да излазе из авиона и на аеродромима који нису имали потребну опрему (покретне степенице). Поред тога, по први пут је инсталиран помоћни мотор (APU - Auxiliary Power Unit) који је омогућио да авион има хидраулички притисак, струју и могућност самосталног стартовања мотора на свим аеродромима и без икакве помоћи са стране.
Интересовање за нови авион показали су Јунајтид ерлајнс и Истерн ерлајнс и на основу њихових поруџбина од по 40 авиона, у августу 1960. године почела је производња првог прототипа.
Први Боинг 727 полетео је 9. фебруара 1963. године под командом капетана Лу Волика (Lew Wallick), а први званични лет у бојама Истерн ерлајнса уследио је 1. фебруара 1964. године. Компаније су биле изузетно задовољне перформансама и лаким одржавањем авиона, али је све већи раст путничког саобраћаја тражио веће капацитете него што је модел Боинг 727-100 могао да пружи.

## Развој
У августу 1965. године донета је одлука да се направи и већа верзија овог типа авиона, Боинг 727-200. Једина значајна промена била су два дела трупа од по 3.05 метара дужине убачена испред и иза крила. Нортист ерлајнс била је прва компанија која је 14. децембра 1967. обавила лет овим типом авиона.
До тада је већ било продато преко 500 Боинг 727 авиона, а даљи раст потражње задовољен је моделом Боинг 727-200 адв (Boeing 727-200 adv) који је полетео 1971. године. Овај тип имао је ЈТ8Д-15 моторе и могао је уз много већи домет да носи и до 189 путника.
Јат је свој први Боинг 727-200 адв добио крајем 1973. године. Следеће године већ их је било пет, 1980. године седам, а 1982. године девет.
Последњи модел био је Боинг 727-200ф који је био намењен само карго саобраћају и он је и одредио будућност овог авиона у новом добу авијације. Планиран је био и Боинг 727-300, али су увођење кокпита са два пилота и знатно ефикаснији мотори дали предност новом Боингу 757. Последњих 15 комада Боинга 727 у верзији -200ф испоручени су 1984. године Федерал Експресу.
Укупно је продато 1.832 комада овог авиона, што га је учинило најбољим икад продаваним авионом, све док ту титулу није преузео Боинг 737.

## Актуелно
Око 900 авиона овог типа и даље лети широм света, док се све већи број њих конвертује у карго верзије, неке од њих са новим моторима Ролс Ројс Теј651 (Tay651) и додатним крилцима за боље перформансе. Велики број ових авиона конвертован је у приватне, луксузне верзије од којих један припада и Доналду Трампу. Боинг 727 био је и председнички авион Јосипа Броза Тита.
|                   | 727-100 | 727-200 |
| ----------------- | ------- | ------- |
| Дужина            | 40,6 m   | 46,6 m   |
| Висина            | 10,4    | 10,4    |
| Распон крила      | 32,9    | 32,9    |
| Капацитет         | 131     | 189     |
| Максимална тежина | 72.570 kg | 95.300 kg |
| Брзина            | 960     | 960     |
| Долет             | 5.000 km  | 4.020 km  |

## Авион Боинг 727 у Југославији
Стално повећање евромедитеранског саобраћаја захтевало је да ЈАТ уведе авионе већег капацитета, па је од 1973 до 1981. године у флоту укључено 9 авиона Боинг 727-200 Advanced, од којих су прва два долетела јуна 1974. а трећи децембра исте године. Следећа два су преузета марта 1975. Након пет година у флоту ЈАТ-а су укључена још два Боинга 727-200, док су осми и девети слетели у Београд 30. децембра 1981. године. Ови авиони су се успешно користили на домаћим и међународним линијама а повремено су изнајмљивани и другим авио компанијама. Последњи авиони овог типа су искључени из ЈАТ-ове флоте 2005. године.
Друга југословенска авио компанија Авиогенекс је 1983. године увела у своју флоту два авиона Боинг 727-200, трећи је уведен 1985. године, а последња два 1990. године тако да их је укупно имала 5 комада. Сви ови авиони су коришћени за чартер летове на евромедитеранским линијама.
Два авиона Боинг 727 је југословенска влада купила за потребе Председника Југославије маршала Јосипа Броза Тита.
Први авион 727-200 је испоручен југословенској влади 1975. године и тада је добио војни серијски бој 14301 који је марта 1978. године промењен у 74301. Уписан је у регистар за цивилну ваздушну пловидбу 31. јула 1975. године, са регистарским бројем YU-AKH а као власник је назначен ЈАТ. У војној служби је од 14. августа 1975. до 1983. године. Продат је и ушао у флоту Авиогенекса 1. фебруара 1983. године, где је остао до 1987. године. Током 1987. године био је изнајмљен данској авио комапнији Sterling Airways. Продат је 26. септембра 2006. америчкој компанији Pennant Aviation, Llc – Memphis, Tennessee (TN).
Други Боинг 727 – 200, је испоручен југословенској влади 26. јуна 1975. године и тада је добио војни серијал 14302 који је марта 1978. године промењен у 74302. Уписан је у регистар за цивилну ваздушну пловидбу 20. марта 1975. године, са регистрацијом YU-AKD а као власник је назначен ЈАТ. У служби од 03. јула 1975. до 1983. године. И он је продат Авиогенексу и тамо лети од 1. фебруара 1983. године где је остао до октобра 1986. године. Од октобра 1986. до априла 1987. године био је изнајмљен данској авио комапнији Sterling Airways, затим 1998. године македонској авио компанији МАТ. Након тога, исте те године авион је изнајмљен авио компанији Chanchangi Airlines. Након Chanchangi Airlines летео за Cameroon AL. Августа 2005. године авион је летео за Lone Star Airways. Авиогенекс је и овај авион 26. септембра 2006. године продао америчкој компанији Pennant Aviation, Llc – Memphis, Tennessee (TN).